# Таша Рейн
Таша Рейн (англ. Tasha Reign, настоящее имя Рейчел Свиммер (англ. Rachel Swimmer); род. 15 января 1989, Лагуна-Бич, Калифорния, США) — американская модель, порноактриса, стриптизёрша, продюсер, получившая известность по своим съёмкам в журналах Playboy и Penthouse.

## Биография
Рейчел Свиммер родилась в Лагуна-Бич (штат Калифорния, США), детство же провела на юге от Лос-Анджелеса в округе Ориндж. Учась в старшей школе она участвовала в Модели ООН. По окончании школы поступила в колледж Санта-Моники, а в 2010 году — в Калифорнийский университет в Лос-Анджелесе.
В мае 2012 года Рейн отдыхала вместе с ещё одной порноактрисой Бруклин Ли в Монако, и там девушки встретили бывшего президента США Билла Клинтона. Фото порнозвёзд и Клинтона быстро разошлись по всему интернету. Это событие привлекло к себе большое внимание СМИ, из-за чего Рейн пришлось давать объяснения, что она является большой поклонницей Клинтона, поэтому попросила сфотографироваться с ним, а не потому что между ними что-то было и что он не знал об их профессии.
В июне 2014 года было объявлено, что Рейн получит свой диплом УКЛА по гендерным исследованиям во время церемонии вручения дипломов, которая пройдёт 14 июня. Дженнифер Мурмен, лектор колледжа Отиса искусства и дизайна, отметила, что Рейн была «вдумчивым и любознательным студентом и привносила уникальную точку зрения в классе».

## Карьера
Таша работала официанткой в ресторане Hooters, а в 2008 году стала профессиональной стриптизёршей. Она танцевала в стрип-клубе Silver Reign, по названию которого и взяла себе псевдоним.
Учась в УКЛА, Рейн была выбрана редакторами журнала Playboy для съёмок в изданиях «Girls of the Pac-10» 2010 года и «Cyber Girl of the Week». Её фотографии были опубликованы на развороте апрельского номера Penthouse, а уже на следующий месяц она стала «Киской месяца» Penthouse. В феврале 2013 года её фотография была размещена на обложке журнала OC Weekly. Кроме того, она снималась для таких журналов как Club, Xtreme и Hot Vidéo.
В 2010 году Рейн подписала контракт с агентством LA Direct Models и в том же году, в возрасте 21 года, дебютировала в порноиндустрии, снявшись в лесбийской сцене для студии Lethal Hardcore. Позже она также снималась для таких порностудий как Third Degree Films, Adam & Eve, Brazzers, Digital Playground, Elegant Angel, Evil Angel, Girlfriends Films, Hustler Video, Jules Jordan Video, New Sensations, Penthouse Video, PeterNorth.com, Twistys, Vivid Entertainment, Wicked Pictures, X3Sixty Network и Zero Tolerance Entertainment.
Она также снялась в нескольких порнофильмах о супергероях в Японии, сыграла одну из главных ролей в фильме New Sensations Anchorman: A XXX Parody, а её фотографии были размещены на обложках множества порнофильмов, включая Zero Tolerance Entertainment Kittens & Cougars 5 и Knockers Out, Pleasure Dynasty Zorro XXX: A Pleasure Dynasty Parody.
В 2012 году XBIZ Awards выбрали Рейн и Биби Джонс в качестве Trophy Girls на ежегодную церемонию награждения. В этом же году Рейн открыла свой официальный сайт www.TashaReign.com. Её фотографии и появились на обложке французского журнала Hot Video, посвящённого порноиндустрии, а также в нём было опубликовано интервью с актрисой. В апреле 2012 года Таша стала представительницей этого журнала на 28-й церемонии вручения XRCO Awards, где она брала интервью у порноактёров, а позже опубликовала свой отчёт о мероприятии в журнале.
В марте 2012 года Рейн стала обозревателем инди-рок-журнала и веб-сайта Rock Confidential, которые назвали её «Самым горячим музыкальным критиком в мире». Объявление о её назначении было оглашено когда она принимала участие в радиошоу Дэйва Наварро Dark Matter, где было отмечено, что Таша проходила музыкальные курсы в УКЛА.
В апреле 2013 года она стала вести еженедельную колонку «Tasha Tells All…» в журнале OC Weekly. Её первой статьёй стало сообщение о лос-анджелесском законе Мера Б.
C февраля 2014 года ведет веб-колонку на Huffington Post.

## Личная жизнь
Во время отдыха в Монако вместе с еще одной порноактрисой Бруклин Ли в мае 2012 года она случайно встретила бывшего президента США Билла Клинтона. Фотография порнозвезд вместе с Клинтоном быстро разлетелась по всему интернету и привлекла внимание СМИ. Рейн пришлось объяснять, что это она попросила сфотографироваться с Клинтоном, так как является его большим поклонником, а не наоборот.

## Премии и номинации
| Год  | Премия               | Результат | Категория                                      |
| ---- | -------------------- | --------- | ---------------------------------------------- |
| 2012 | Exotic Dancer Award  | Номинация | Newcomer Feature Dancer of the Year            |
| 2012 | XBIZ Award           | Номинация | Новая старлетка года                           |
| 2012 | NightMoves Award     | Номинация | Best Social Media Star                         |
| 2012 | NightMoves Award     | Номинация | Лучшее тело                                    |
| 2013 | AVN Award            | Номинация | Crossover Star of the Year                     |
| 2013 | Exotic Dancer Awards | Номинация | Adult Movie Entertainer of the Year            |
| 2013 | NightMoves Award     | Номинация | Best Feature Dancer                            |
| 2013 | NightMoves Award     | Номинация | Лучшие сиськи                                  |
| 2013 | XBIZ Award           | Номинация | Исполнительница года                           |
| 2014 | XBIZ Award           | Номинация | Исполнительница года                           |
| 2014 | Exotic Dancer Award  | Номинация | Adult Movie Entertainer of the Year            |
| 2015 | AVN Award            | Номинация | Лучшее сольное исполнение/исполнение стриптиза |
| 2015 | XBIZ Award           | Номинация | Best Scene — Couples-Themed Release            |